# Hemiol
Hemiol innebär att sex taktdelar av ett stycke i tretakt kopplas ihop två och två med betoningen på den första tonen i varje grupp om två taktdelar. Man bryr sig därvid inte om att ett taktstreck ligger mellan några av de sex taktdelarna. Resultatet blir en långsam tre-grupp, där varje 1/3 kan bestå av flera toner. Hemioler är vanliga i barockmusik, speciellt nära slutet på ett avsnitt. Också senare epoker har använt hemioler. Brahms var till exempel mycket förtjust i att använda hemioler, men de finns även i många andra sorters musik. 
Vissa folk- och jazz-musiker använder begreppet stortriol som beteckning på en hemiol eller som beteckning på ännu mer komplexa rytmer.